# Stazione di Pianfei
La stazione di Pianfei è una stazione ferroviaria posta sulla linea Cuneo-Mondovì. Serve il centro abitato di Pianfei.

## Strutture e impianti
La stazione, posta alla progressiva chilometrica 14+012 tra le fermate di Pogliola e di Margarita, conta due binari serviti da marciapiedi.

## Movimento
Dal 17 giugno 2012 l’intera linea Cuneo-Mondovì, e con essa anche la stazione di Pianfei, è priva di traffico.